# Động đất Zumpango 2011
Động đất Zumpango 2011 là trận động đất xảy ra vào lúc 19:47 (theo giờ địa phương), ngày 10 tháng 12 năm 2011. Trận động đất có cường độ 6.5 richter, tâm chấn độ sâu khoảng 64,9 km. Hậu quả trận động đất đã làm 3 người chết, 10 người bị thương.